# Святкування 1500-річчя Києва
Святкува́ння 1500-рі́ччя Ки́єва — урочисті загальнодержавні заходи, що відбулися під егідою ЮНЕСКО в Києві в 1982 році з нагоди 1500-ї річниці від умовної дати заснування міста.
Святкування ювілею започаткувало традицію відзначати День Києва.

## Ініціатори святкування
Про відзначення ювілею заговорили у другій половині 1970-х років. Подібна ініціатива, яка захопила керівництво республіки, надійшла від колишнього заступника голови Ради Міністрів Української РСР, історика, академіка Петра Тронька.
Водночас, за словами тогочасного голови міськвиконкому Києва Валентина Згурського, саме він виступив із пропозицію щодо святкування.
Важливу роль у підготовці до свята відіграли тодішні керманичі республіки — перший секретар ЦК КПУ Володимир Щербицький і голова Ради Міністрів УРСР Олександр Ляшко.

## Визначення дати

Пам'ятний знак «1500-річчя Києва» на Борщагівці

На відзначення ювілею надихнуло виявлення у вірменському сховищі давніх рукописів Матенадарані джерела, в якому нібито згадується Київ ледь не з V століття до нашої ери.
Підготовлений пакет відповідних документів надіслали на розгляд Організації Об'єднаних Націй з питань освіти, науки і культури. Однак її очільник Амаду-Махтар М'Боу заявив, що ЮНЕСКО відзначає ювілеї держав і столиць, а не окремих міст. А Україна на той час ще не була самостійною державою. Тоді українці запропонували відсвяткувати ювілей утворення Київської Русі та її столиці — Києва.
Водночас європейські фахівці категорично відмовилися сприймати наведену киянами дату. У ході критичних виступів вік Києва поступово зменшили з 2500 до 1500 років. За словами Валентина Згурського, президент Академії наук УРСР Борис Патон, який теж був на обговоренні, порадив йому негайно погодитися, щоб не зрізали «ще кілька сотень років».
Свої сумніви щодо правильності визначення дати висловив професор Гарвардського університету Омелян Пріцак. Він заперечував твердження, що Київ міг виникнути 482 року, а також звертав увагу на ідеологічну і політичну заангажованість свята. Натомість учений закликав зосередитися на відзначенні важливішого ювілею — тисячолітті хрещення України. До того ж, на його думку, святкування гучної річниці мало б відвернути увагу українців від іншого, трагічного ювілею — 50-річчя штучного голодомору в Україні 1932—1933 років.
Ще більше зусиль українцям довелось докласти, щоб домогтися згоди від Москви. Валентин Згурський стверджував, що росіяни надзвичайно ревно ставилися до історії «матері міст руських». Вони вимагали вагомих доказів на підтвердження дати заснування Києва, як постійного поселення. На їхню думку, відлік потрібно вести від першої згадки у літописних джерелах. Наприклад, у «Повісті временних літ», укладеній в 1116 році, легенда про заснування міста Києм і його братами подана у частині про події за 862 рік. А найраніші історичні джерела про Київ датуються Х сторіччям. Про місто йдеться в «Київському листі» (перша половина Х сторіччя). Про замок Кіоава (Київ), званий Самватасом, у своєму трактаті «Про управління імперією» написав між 948 і 952 роками Костянтин VII Багрянородний. Куява, яку ототожнюють із Києвом, відома також арабським географам й історикам X сторіччя Ібн Хаукалю та Аль-Істахрі.

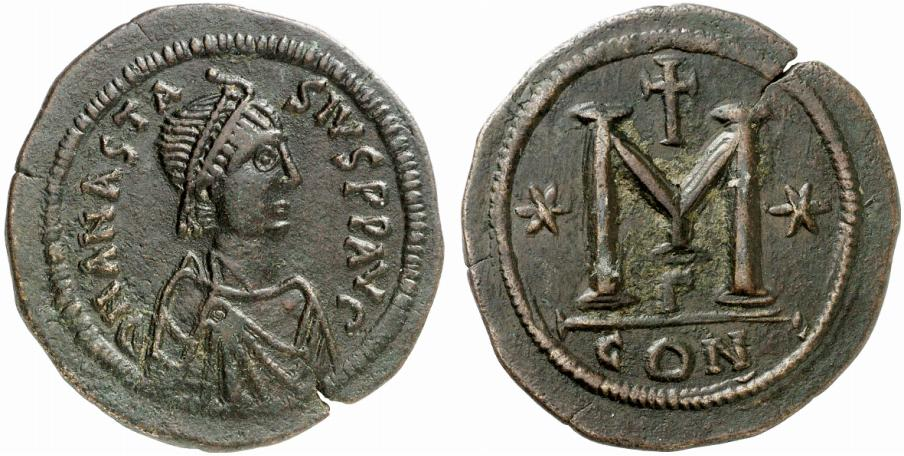
Ювілей прив'язали до знайденої на території Києва візантійської монети V—VI століття

Проте проблема була вочевидь не так наукова, як ідеологічна. Сама Москва, яку заснував київський князь Юрій Долгорукий, у 1947 році відзначила своє 800-ліття. Отже, була набагато молодшою за Київ. Цим міг бути підірваний статус Росії як «старшого брата».
1980—1981 роки кияни провели у тривалому листуванні, пересиланні доповідних записок та історичних довідок. Остаточний дозвіл на святкування надав керівник СРСР Леонід Брежнєв, до якого особисто звернувся його товариш, партійний лідер УРСР Володимир Щербицький.
Ювілей прив'язали до археологічних знахідок, про які повідомив Інститут археології АН УРСР. Зокрема йшлося про виявлення на Замковій горі у Києві монети візантійського імператора Анастасія I (бл. 430—518), яку датували V — VI століттями нашої ери.
Зрештою, ЮНЕСКО ухвалила рішення про відзначення 1500-річчя Києва у 1982 році.

Мозаїка «Історія Києва» на Берестейському проспекті

## Ідеологічна концепція свята

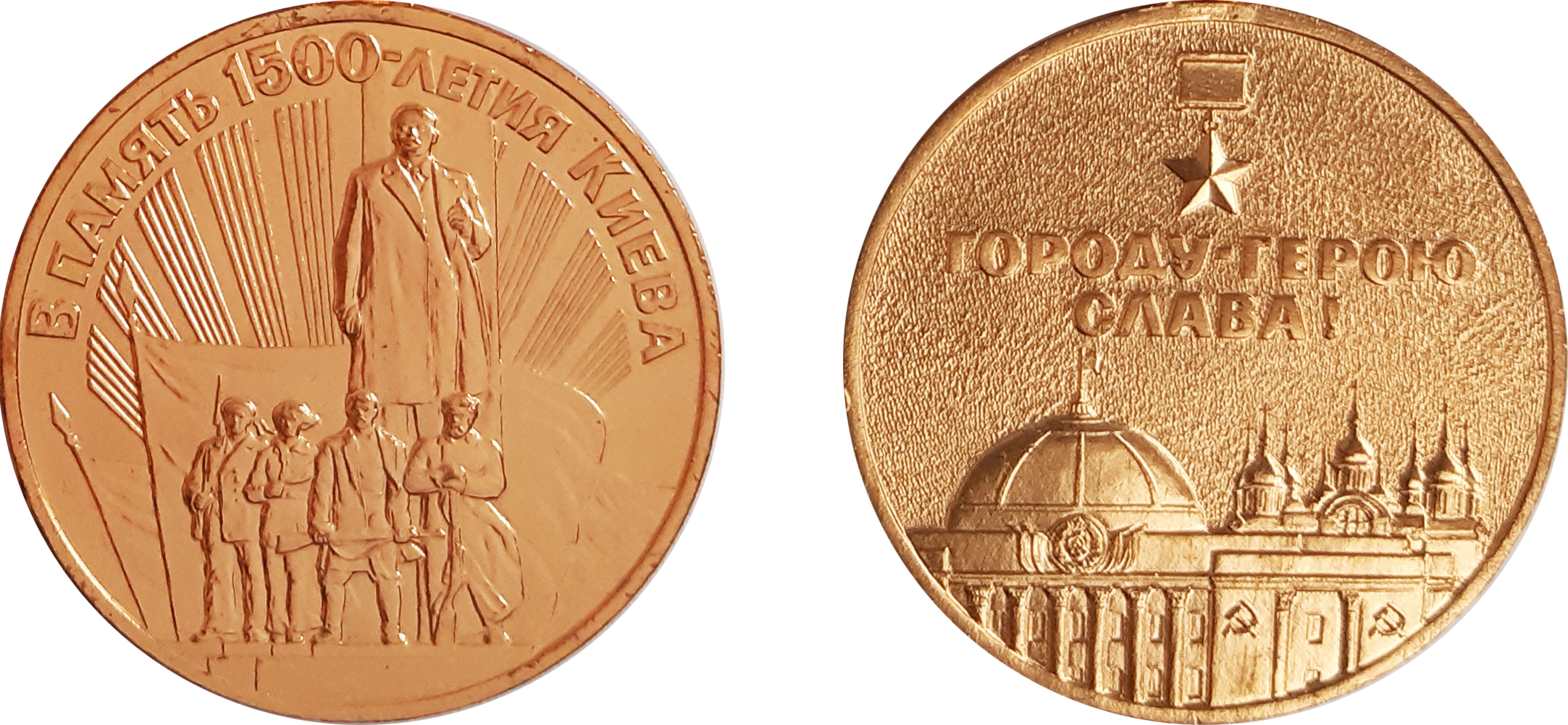
Медаль «У пам'ять 1500-річчя Києва»" (аверс і реверс)

Коли всі суперечливі питання були узгоджені з ЮНЕСКО, сесія її Генеральної конференції закликала міжнародну спільноту відзначити 1500-річчя Києва як столиці давньоруської держави. Однак керівництво СРСР, побоюючись виникнення в Україні самостійницьких настроїв, зажадало змістити акценти. На вимогу комуністичної влади ідеологічною основою святкування стала радянська концепція про Київську Русь як «спільну колиску трьох братніх народів» — росіян, українців і білорусів. «Дружба народів» і «возз'єднання України з Росією» були головним лейтмотивом усіх урочистих заходів.
З нагоди ювілею встановили Арку дружби народів із композицією за мотивами Переяславської ради 1654 року і фігурами росіянина й українця на передньому плані з орденом «Дружби Народів», яким згодом нагородили Київ. Монумент мав символізувати міцний союз двох народів. Тоді ж організували свято на Дніпрі — «Ріка дружби».
Водночас відзначення 1500-річчя Києва не повинно було затьмарювати інші дати, ідеологічно важливі для радянської влади, — 65-ту річницю Жовтневої революції і ювілей заснування Радянського Союзу. Якраз у 1982 році минало 60 років від часу утворення СРСР. З тих самих причин на медалі «У пам'ять 1500-річчя Києва» (автор — художник Юхим Кудь) закарбували подію, від якої вівся відлік комуністичного режиму в радянській державі. На її аверсі зобразили монумент Жовтневій революції, установлений у річницю захоплення більшовиками влади в 1917 році.

## Підготування

Фрагмент панно «Києву — 1500 років». Житній ринок

Старт до початку проведення урочистостей дав київський міський комітет Компартії України, який на своєму пленумі у липні 1979 року окреслив завдання з підготування до ювілею.
У грудні того ж року Рада Міністрів УРСР визначила перелік пам'яток й об'єктів соціально-культурного призначення, які підлягали реставрації та реконструкції упродовж 1980—1982 років.
Для підготовки святкування створили організаційний комітет, який очолив голова українського уряду Олександр Ляшко.
Важливим було фінансове питання організації ювілею. Передбачалось, що всі витрати покриють за рахунок республіканського бюджету. Однак оскільки коштів не вистачало, 7 грудня 1981 року Рада Міністрів УРСР ухвалила постанову про проведення додаткового випуску грошово-речової лотереї. Планувалось із 10,5 мільйона карбованців, отриманих від продажу лотерейних квитків, 3 мільйони 675 тисяч залучити на фінансування усіх запланованих заходів.

## Урочисті заходи

Театралізоване шоу на Республіканському стадіоні. 29 травня 1982

Святкування ювілею проходили по всьому місту. Урочистості тривали упродовж трьох днів — 28—30 травня 1982 року. Майже всі відкриття реконструйованих пам'яток чи відремонтованих закладів супроводжувались урочистими заходами. Столицю прикрасили яскравими вітаннями зі святом. Вулиці міста були освітлені ілюмінацією. На час народних гулянь повсюдно відкрилися кафе.
У травні 1982 року відбулося перше нагородження медаллю «У пам'ять 1500-річчя Києва», заснованою указом Президії Верховної ради СРСР.
Виконавчий комітет Київської міської ради народних депутатів запровадив звання «Почесний громадянин міста Києва».
Урочисті збори з нагоди ювілею провели 28 травня в Палаці культури «Україна». На них оголосили указ Президії Верховної Ради СРСР про нагородження Києва орденом Дружби народів, який Володимир Щербицький прикріпив до прапора столиці.
Кульмінацією святкування стало яскраве видовище, яке відбулось 29 травня на Республіканському стадіоні. 25 тисяч учасників представили театралізоване шоу, відтворивши найважливіші події 1500-річної історії Києва. З 18-ї години на майданах і в парках столиці почалися народні гуляння, а на Хрещатику вперше провели карнавал. Завершилось свято феєрверком.

## Масштабні будівельні, реставраційні й реконструкційні роботи
Підготовка до ювілею спричинила значні зрушення у культурному житті Києва на межі 1970-х — 1980-х років. До і після свята тривали масштабні будівельні й реставраційні роботи. Здійснили реконструкцію середмістя та історичних вулиць столиці.
Обсяг завдання визначила Рада Міністрів УРСР у своїй Постанові № 597 від 28 грудня 1979 року «Про будівництво, реконструкцію об'єктів соціально-культурного призначення та реставрацію пам'яток історії та культури в зв'язку з підготовкою до святкування 1500-річчя заснування міста Києва».

### Реставрація пам'яток історії та культури

1981 року відновили знищений більшовиками у 1934 році фонтан «Самсон»

Науковці ще у 1960-х — 1970-х роках забили на сполох щодо стану видатних пам'яток столиці. 1976 року створена Радою Міністрів УРСР комісія впродовж кількох місяців обстежувала Києво-Печерський історико-культурний заповідник. За результатами своєї роботи дослідники підготували невтішний висновок. Лавра через неякісні реставраційні робити поступово руйнувалась. Не краща ситуація була і з іншими пам'ятками міста. У лютому 1977 року міськвиконком звернувся до Ради Міністрі УРСР із проханням вжити заходи щодо захисту історико-культурної спадщини Києва. 28 жовтня 1977 року український уряд ухвалив відповідну постанову.
Проте кошти виділили лише напередодні спочатку проведення відбіркових футбольних турнірів Літніх Олімпійських ігор 1980 року, а згодом святкування 1500-ї річниці заснування Києва. Очікувався значний наплив іноземних вболівальників і туристів, а тому необхідно було облаштувати і впорядкувати міський простір.
Найпершою пам'яткою, яка підлягала реставрації, став Софійський собор. Роботи завершили вже наприкінці 1979 року. У 1980 році відреставрували поштову станцію на Подолі, Миколаївський костел, який пристосували під Республіканський будинок органної і камерної музики, а також провели благоустрій на території навколо Кирилівської церкви.
1981 року на Контрактовій площі відновили знищений ще більшовиками 1934 року фонтан «Самсон» з ротондою у формах українського бароко за проєктом Валентини Шевченко і Юрія Лосицького.
У квітні 1982 року над руїнами Золотих воріт звели павільйон у давньоруському стилі (автори реконструкції — реставраторка Євгенія Лопушинська з «Укрпроєктреставрації», дослідник давньоруської архітектури Микола Холостенко з «Київпроєкту», археолог Сергій Висоцький з Інституту археології АН УРСР). З обох боків брами відтворили фрагменти валу з дерев'яним укріпленням. З півдня поставили двостулкову браму і міст. З півночі, з боку «міста Ярослава», відтворили герсу — опускні дерев'яні ґрати. Усередині будівлі розмістили музей брами. Поруч впорядкували Золотоворітський сквер, в якому значно пізніше, 1997 року, поставили пам'ятник Ярославу Мудрому, створений за ескізом скульптора Івана Кавалерідзе. Урочисте відкриття Золотих воріт відбулося 20 травня 1982 року.
Тоді ж відремонтували церкву Спаса на Берестові, Покровський храм на Подолі і Велику лаврську дзвіницю.

### Встановлення пам'ятників

Пам'ятник засновникам Києва — новий символ столиці

До свята у столиці спорудили кілька пам'ятників.
3 листопада 1981 року відкрили монумент в ознаменування «возз'єднання» України з Росією з Аркою дружби народів, амфітеатром та оглядовим майданчиком.
22 травня 1982 року у нинішньому Наводницькому парку киянам представили монумент засновникам Києва скульптора Василя Бородая. Композиція виконана з кованої міді у вигляді човна, на якому встановлено фігури легендарних засновників Києва — братів Кия, Щека та Хорива та їхньої сестри Либіді.
Пам'ятний знак одразу став новим символом столиці.
Упродовж 1980—1982 років у Києві з'явились також обеліск на честь міста-героя Києва на Галицькій площі, пам'ятники Володимиру Вернадському та іншім діячам.

### Будівництво громадських закладів і спортивних об'єктів

Відкритий 1982 року Палац реєстрації шлюбів і новонароджених

У 1980—1982 роках збудували низку об'єктів торгівлі, закладів побутового обслуговування населення та охорони здоров'я, а також громадські і спортивні споруди.
Уряд запланував до ювілею пустити в рух 4,4 кілометрову ділянку Оболонсько-Теремківської лінії Київського метрополітену. Вже 19 грудня 1980 року відкрили станції «Тараса Шевченка», «Почайна» й «Оболонь».
У ході підготовки до ювілею спорудили Національний музей історії України у Другій світовій війні.
Упродовж 1981—1982 років провели реконструкцію в Маріїнському парку. У Першотравневому парку (Міському саді) спорудили літню музичну естраду «Мушля».

Літня музична естрада «Мушля»

21 квітня 1982 року відкрили Київський філіал Центрального музею Владіміра Лєніна на Хрещатику, 2 (тепер — Український дім).
14 травня розпочав свою роботу новий кінотеатр «Київська Русь».
26 травня 1982 року в Кловському палаці відбулося урочисте відкриття Музею історії Києва, який до того містився у Кам'яниці київського війта на Подолі.
Відкрили Палац реєстрації шлюбів і новонароджених, універмаг «Дитячий світ» на вулиці Андрія Малишка, готель «Братислава».
Спорудили Будинок меблів на бульварі Миколи Міхновського, універсам на Печерській площі, будинок побуту на Оболоні, а також кілька пологових будинків, лікарень та інших оздоровчих центрів.
Увели в дію першу чергу Будинку профспілок на теперішньому Майдані Незалежності і другу чергу Музею народної архітектури і побуту.
Проведено ремонтні роботи на семи київських стадіонах: Республіканському, «Динамо», «Спартак» та інших спортивних комплексах.

### Реконструкція і капітальний ремонт об'єктів громадського харчування

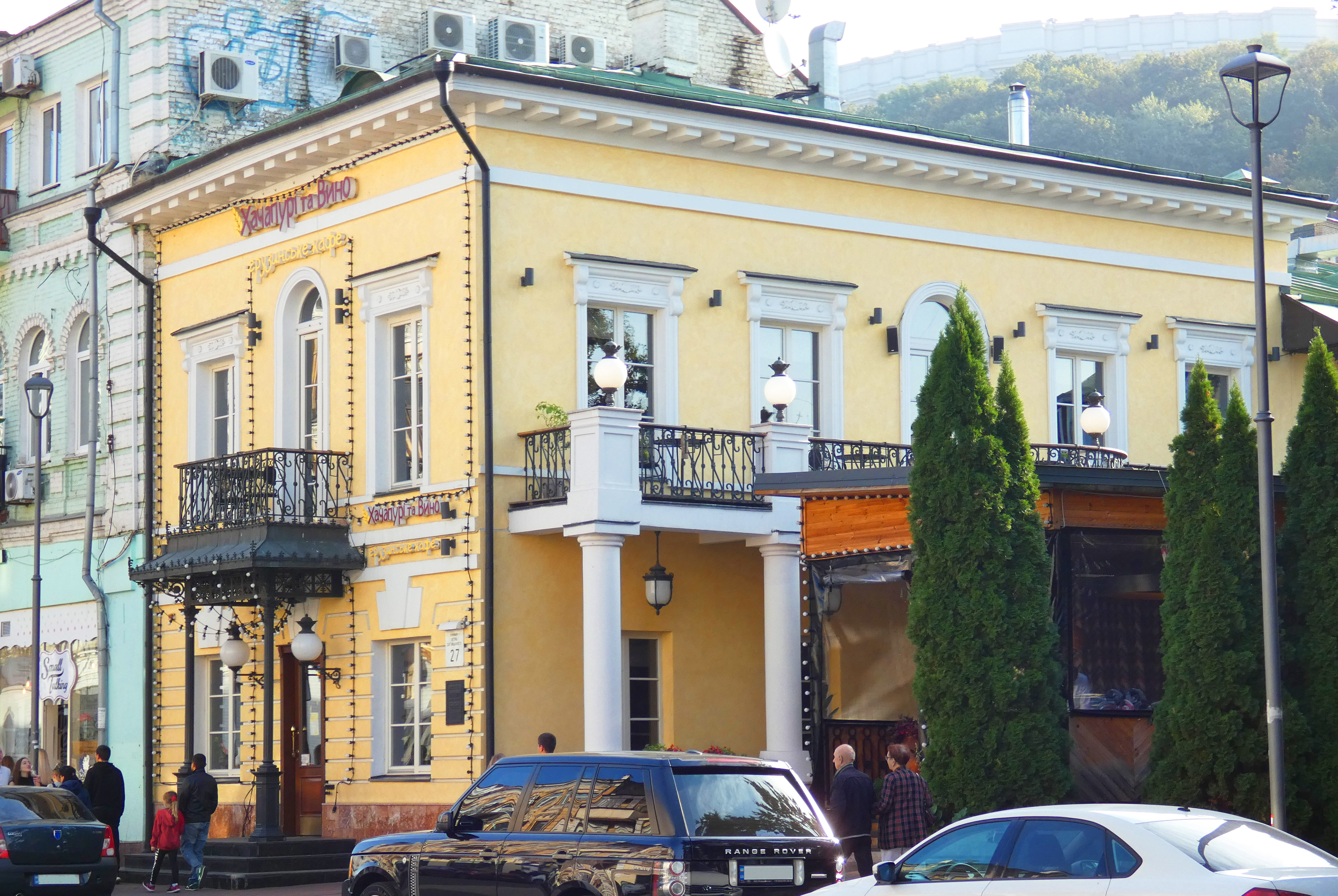
У колишній кам'яниці Балабухи на Подолі відкрили кафе «Запоріжжя»

На етапі обговорення питань, пов'язаних зі святкуванням ювілею, пролунали пропозиції залучити обласні центри до проєктування, реконструкції й капітального ремонту столичних закладів громадського харчування. Уряд зобов'язав облвиконкоми для цієї мети відправити з областей до Києва 1065 робітників і 35 інженерно-технічних працівників, разом 1100 осіб, у 1980 році, 1071 особу — у 1981 і 526 — у 1982.
Усього відкрили 25 тематичних ресторанів і кафе. Кожний заклад оформили у специфічному стилі відповідного регіону. Київська область взяла шефство над кафе «Київська Русь» (варіант: «Рось») на вулиці Олени Теліги, 13/14. Характерна особливість інтер'єру — об'ємна мозаїка Віктора Блінова із середньовічними міськими мотивами. У центральній частині триптиха прикордонна річка Рось зображена як античне річкове божество з амфорою в руках, з якої ллється вода. Ліва частина присвячена тодішньому повсякденному життю Білої Церкви, а права — Богуслава.
«Подарунком» від запоріжців стала реконструкція старої кам'яниці Балабухи на Подолі, в якому відкрили кафе «Запоріжжя». Запорізькі художники розробили дизайн від одягу для офіціантів і метрдотелів до серветок, скатертин, посуду і гобеленів («Старий Київ», «Козак Мамай»). «Запоріждерев» виготовив для кафе комоди, різбляні стільці і столи. У сквері перед кам'яницею встановили скульптурну групу «Запорожці».
Донецький облвиконком профінансував облаштування кафе «Донецьк» у будинку 1961 року, що на розі Хрещатика і бульвара Тараса Шевченка, 2, у приміщенні колишньої «Кондитерської». Інтер'єр оформили мозаїкою і барельєфами із зображеннями троянд, оскільки Донецьк неофіційно називали «містом мільйона троянд», та інших символів шахтарського краю — терикони, відбійні молотки, соняхи. У 1988—1989 роках кафе було улюбленим місцем зустрічей рокерів. 2019 року в приміщенні відкрили новий ресторан, адміністрація якого зберегла автентичний декор колишнього кафе «Донецьк».

Пам'ятний знак з нагоди 1500-річчя біля кафе «Миколаїв»

Інші облвиконкоми (ОВК) відремонтували по всьому Києву цілу низку закладів, зокрема кафе «Вінничанка» на вулиці Академіка Заболотного, 12, інтер'єр якого вінницькі художники на чолі з Валерієм Вакалюком оформили барельєфами, а екстер'єр — об'ємними мозаїками (Вінницький ОВК); «Миколаїв» з пам'ятним знаком «Києву на 1500 років від міста корабелів» на Василя Іваниса, 15 (Миколаївський ОВК); «Харків» на першому поверсі будинку на Басейній, 1/2 (Харківський ОВК); «Хрещатик» на Хрещатику, 28 (Дніпропетровський ОВК); «Ятрань» на першому поверсі у будинку на Хрещатику, 6 (Кіровоградський ОВК), ресторан «Верховина» на Берестейському проспекті, 223 (Закарпатський ОВК); ресторан на Голосіївському проспекті, 89/91 (Луганський, тогочасний Ворошиловградський ОВК); кафе на Автозаводській, 25 (Рівненський ОВК); вулиці Мрії, 16 (Тернопільський ОВК); бульварі Вацлава Гавела, 83 (Чернівецький ОВК); Великій Васильківській, 85/87 (Черкаський ОВК); Великій Васильківській, 114 (Одеський ОВК); Голосіївському проспекті, 94/96 (Сумський ОВК); Лютеранській, 3 (Львівський ОВК); Героїв полку «Азов», 5 (Кримський ОВК); Мечникова, 1 (Хмельницький ОВК); Миру, 19/18 (Полтавський ОВК); Литовському проспекті, 4 (Волинський ОВК); Володимира Покотила, 7/2 (Херсонський ОВК); Павла Потоцького, 8 (Івано-Франківський ОВК); бульварі Павла Вірського, 37 (Житомирський ОВК) і на Виноградарі (Чернігівський ОВК).
Міністерство торгівлі УРСР і Київський міськвиконком взяли шефство над пивним рестораном у Міському саді і кафе в льохах зруйнованого Михайлівського Золотоверхого монастиря.

## Культурні, наукові та інші заходи з нагоди ювілею

Фрагмент панно «Із варяг у греки». Житній ринок

Святкування ювілею сприяло активним науковим дослідженням. 3 вересня 1982 року Постановою Ради Міністрів УРСР започаткували видання багатотомного «Зводу пам'яток історії та культури України». Перші три частини, відповідальним редактором яких був академік Петро Тронько, присвятили пам'яткам Києва. Підготували до друку «Історію Києва», енциклопедичний довідник «Київ», ілюстрований атлас «Київ» та інші археологічні й історичні праці з історії столиці.
Тема історії Києва відбилась у творах українських митців.
1981 року на екрани вийшла стрічка «Ярослав Мудрий» режисера Григорія Кохана. Тоді ж на сцені академічного театру опери та балету відбулась прем'єра балету «Княгиня Ольга», поставленого Анатолієм Шекерою.

Панно. Кінотеатр «Київська Русь»

У 1980—1982 роках на Берестейському проспекті з'явилися мозаїчні композиції «Історія Києва» художників-монументалістів Валерія Ламаха й Ернеста Коткова.
Анатолій Домнич оздобив фасад відкритого в 1980 році Житнього ринку металевим панно «1500 років Києву», фрагментом якого на північно-східному боці будівлі була композиція «Із варяг у греки». Розташування торгового закладу на Верхньому Валу, неподалік від стародавньої гавані і пристані («притики») надихнула художника присвятити сюжет свого твору міжнародним і торговим відносинам Київської Русі з Візантійською імперією і варязькою Скандинавією. Основний торговий маршрут у ті часи пролягав так званим шляхом із варягів у греки, зокрема і по Дніпру.

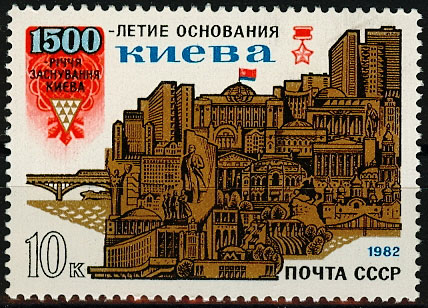
Ювілейна поштова марка

Про легендарних засновників Києва нагадувало алюмінієве панно художника Григорія Кореня і скульптора Миколи Обезюка, установлене 1982 року на боковому фасаді кінотеатру «Київська Русь». У центрі композиції розташовані Кий, Щек, Хорив та їхня сестра Либідь, а під ними — надпис: «Збудували місто в ім'я старшого брата свого і нарекли його Київ». Окрім того, тут зображені богатир Микита Кожум'яка, Нестор Літописець та інші персонажі.
Упродовж святкування проводились численні виставки й конкурси, присвячені ювілею. У столиці пройшов фестиваль мистецтв «Київська весна».
12 січня 1982 року з нагоди ювілею випустили поштову марку.

## Підсумки ювілею
Не всі роботи завершили до травня 1982 року, як планував уряд. Наприклад, реставрацію Маріїнського палацу завершили восени 1982 року. Затягнулася реставрація Києво-Печерської лаври, а також Контрактового будинку, оскільки не могли остаточно вирішити, куди переселити установи, розміщені там. Замість квітня 1980 року готель «Турист» вдалось здати лише 1987 року.
Однак у цілому в Києві здійснили колосальну роботу. Завдяки проведенню олімпійських футбольних матчів у 1980 році та святкуванню 1500-ї річниці у 1982 місто отримало значні ресурси на благоустрій. Як наслідок, архітектурне обличчя столиці суттєво оновилось.
Святкування ювілею перетворило Київ, на той час одне з провінційних міст СРСР, на сакральну стародавню столицю.
Зрештою, киянам так сподобався ювілей, що вони зажадали продовжити подібні святкування. І вже 1984 року почалися регулярні вернісажі на Андріївському узвозі. А від 1987 року започаткували традицію щотравня, в останню неділю, відзначати День Києва.